# Kapoor & Sons
Kapoor & Sons è un film del 2016 diretto da Shakun Batra.

## Riconoscimenti
- Indian Film Festival of Melbourne 2016: 
  - Best Film
  - Diversity Award a Fawad Khan
- Star Screen Awards 2016: 
  - Best Supporting Actor a Rishi Kapoor
- Stardust Awards 2016: 
  - Best Supporting Role (Male) a Rishi Kapoor
  - Best Story a Ayesha Devitre, Shakun Batra
- Filmfare Awards 2017: 
  - Miglior attore non protagonista a Rishi Kapoor
  - Migliore storia a Ayesha Devitre, Shakun Batra
  - Migliore sceneggiatura a Ayesha Devitre, Shakun Batra
  - Miglior colonna sonora a Sameer Uddin
  - Migliori coreografie a Adil Shaikh
- Mirchi Music Awards 2017: 
  - Upcoming Female Vocalist of the Year a Asees Kaur
  - Upcoming Music Composer of The Year a Tanishk Bagchi
  - Upcoming Lyricist of The Year a bhiruchi Chand
- Zee Cine Awards 2017: 
  - Best Supporting Actor a Rishi Kapoor
  - Best Actor in a Comic Role a Rishi Kapoor
  - Best Story a Ayesha Devitre, Shakun Batra
- International Indian Film Academy Awards 2017: 
  - Best Story a Ayesha Devitre, Shakun Batra
  - Best Choreography a Adil Shaikh